# Synedoida stretchii
Synedoida stretchii là một loài bướm đêm trong họ Erebidae.